# Pierre-Michel Le Conte
Pierre-Michel Le Conte (Rouen, 6 marzo 1921 – Parigi, 16 ottobre 2000) è stato un direttore d'orchestra francese.

## Biografia
Nato a Rouen, all'età di 5 anni Le Conte entrò nella Maîtrise Saint-Evode della Cattedrale di Rouen. Iniziò poi gli studi di pianoforte e violino all'École Normale de Musique de Paris Alfred Cortot. Terminò gli studi al Conservatoire de Paris con un primo premio in fagotto nel 1944, poi un primo premio in direzione d'orchestra nel 1947.
Successivamente ricoprì le posizioni di direttore musicale presso Radio Nizza, poi a Radio Tolosa dal 1949 al 1950, prima di stabilirsi a Parigi, dove occasionalmente diresse l'orchestra de la Société des concerts du Conservatoire. Ma fu alla Radiodiffusione-Televisione Francese e poi all'Ufficio de Radiodiffusione della Televisione Francese che svolse gran parte della sua carriera dirigendo l'Orchestre national de France, l'orchestra da camera e in generale l'Orchestre Philharmonique de Radio France (specializzata in repertorio lirico), di cui divenne direttore d'orchestra dal 1960 al 1973 dopo essere stato assistente del suo primo direttore d'orchestra, Eugène Bigot.
Accademico al Conservatorio di Parigi, fu anche direttore del conservatorio del 7º arrondissement di Parigi dal 1981.
Le Conte morì a Parigi. È sepolto nel cimitero di Père-Lachaise (28ª divisione).